# Дубрава (Стародубский район)
Дубрава —поселок в Стародубском муниципальном округе Брянской области.

## География
Находится в южной части Брянской области на расстоянии приблизительно 6 км на восток по прямой от районного центра города Стародуб.

## История
На карте 1941 года показан как Дубровка с 30 дворами.. До 2020 года входил в состав Десятуховского сельского поселения Стародубского района до их упразднения. 

## Население
Численность населения: 31 человек в 2002 году (русские 90 %), 26 в 2010.